# Prima Lega 2016-2017 (Bahrein)
La Bahrein First Division League 2016-2017 è stata la 60ª edizione della massima serie del campionato bahreinita di calcio, disputato tra l'8 settembre 2016 e il 13 maggio 2017. Il campionato è stato vinto dal Malkiya, al suo primo titolo.

## Classifica finale
|       | Pos. | Squadra     | Pt | G  | V | P | S | GF | GS | DR  |
| ----- | ---- | ----------- | -- | -- | - | - | - | -- | -- | --- |
|       | 1.   | Malkiya     | 33 | 18 | 9 | 6 | 3 | 24 | 16 | +18 |
|       | 2.   | Al-Riffa    | 31 | 18 | 9 | 4 | 5 | 32 | 16 | +16 |
|       | 3.   | Al-Hidd     | 31 | 18 | 9 | 4 | 5 | 27 | 23 | +4  |
| [ 1 ] | 4.   | Manama      | 30 | 18 | 9 | 3 | 6 | 29 | 19 | +10 |
|       | 5.   | Al-Muharraq | 29 | 18 | 8 | 5 | 5 | 30 | 23 | +7  |
|       | 6.   | East Riffa  | 22 | 18 | 6 | 4 | 8 | 23 | 25 | −2  |
|       | 7.   | Al-Ahli     | 20 | 18 | 5 | 5 | 8 | 16 | 24 | −8  |
|       | 8.   | Al-Najma    | 17 | 18 | 3 | 8 | 7 | 20 | 32 | −12 |
|       | 9.   | Al-Bahrain  | 16 | 18 | 3 | 7 | 8 | 18 | 27 | −9  |
|       | 10.  | Al-Hala     | 14 | 18 | 2 | 8 | 8 | 11 | 25 | −14 |

Legenda:
      Campione del Bahrein e ammessa agli spareggi della AFC Champions League 2018.
      Ammessa alla fase a gironi della GCC Champions League 2018.
      Ammessa alla fase a gironi della Coppa dell'AFC 2018.
      Retrocesse in Bahraini Second Division 2017-2018.
Note:
Tre punti a vittoria, uno a pareggio, zero a sconfitta.